# Sidney Chouraqui (avocat)
Pour les articles homonymes, voir Chouraqui.
Sidney Chouraqui, né le 13 octobre 1914 à Sidi Bel Abbès en Algérie, et mort le 3 février 2018 à Aix-en-Provence, est un avocat, et résistant français, membre de la Ligue internationale contre le racisme et l'antisémitisme (LICRA).

## Biographie
Sidney Chouraqui nait le 13 octobre 1914 à Sidi Bel Abbès en Algérie, de Moïse et Sarah Chouraqui (née Attias). 

### Engagement pendant la Seconde Guerre Mondiale

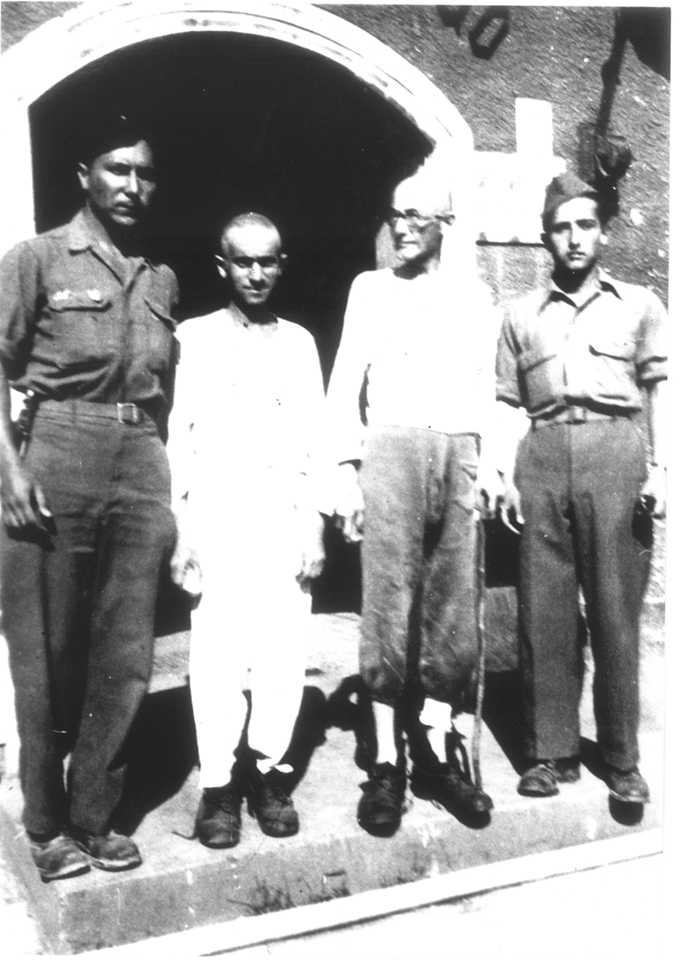
Sidney Chouraqui (à gauche) au camp de concentration de Landsberg

Avocat dès avant la guerre à Casablanca, Sidney Chouraqui est radié du barreau de par le statut des Juifs après la défaite en 1940.  
Refusant la capitulation, il crée alors un groupe de résistants au Maroc et entre en contact avec Londres, par l'intermédiaire du frère[réf. nécessaire] de Maurice Schumann, animateur de l'émission de la BBC « Honneur et Patrie ». Volontaire pour le front de Tunisie, il parvient à quitter le camp pour Juifs de Bedeau, où sont consignés depuis avril 1941 les soldats juifs afin qu’ils ne combattent pas et ne puissent se prévaloir d'un statut d’anciens combattants  pour récupérer la pleine citoyenneté après la guerre. 
Prétextant d'aller chercher des victuailles, il prend un camion et passe en Tripolitaine (Libye), sous les balles des gendarmes du pétainiste général Giraud, au pouvoir en Afrique du Nord. Il est considéré comme déserteur et condamné. Il rejoint la France Libre et le général Leclerc qui l’affecte au régiment de marche du Tchad. 
Lorsque, de retour au Maroc, il fait partie du petit nombre de Juifs autorisés par la nouvelle administration française en Afrique du Nord à réintégrer le barreau, ce qu'il refuse. « Pas de justice dans l’injustice », écrit-il alors au bâtonnier
Engagé volontaire dans les Forces Françaises Libres, il participe à la libération de Paris et de Strasbourg avec la 2e division blindée du général Leclerc, à celle du camp de concentration de Landsberg am Lech et à la prise du « Nid d’aigle » de Hitler à Berchtesgaden. C'est là que le 8 mai 1945, jour de la capitulation  de l'Allemagne, Sidney Chouraqui sable le champagne français, trouvé dans les caves du dictateur nazi .

### Carrière d'avocat et engagements ultérieurs
Après la guerre il reprend son métier d’avocat à Casablanca puis s'établit en 1966 à Aix-en-Provence où il crée un bureau de la Ligue internationale contre le racisme et l'antisémitisme (à l’époque LICA).  Il y fut l'un des fondateurs du Centre Culturel juif, animateur de l’Amitié judéo-chrétienne et du Comité de coordination inter-religieux pour Israël.
À partir de 1982, il est l’un des principaux initiateurs du projet de mémorial du Camp des Milles.
À la veille du second tour de l'élection présidentielle française de 2017, il lance avec deux autres figures de la déportation et de la Résistance un appel aux Français à ne pas prendre le « risque mortel » de l'extrême droite, paru dans le journal Le Monde . 
Sidney Chouraqui meurt le 3 février 2018 à Aix-en-Provence à l’âge de 103 ans.

### Vie privée
Le 18 août 1948 Sidney Chouraqui épouse Juliette Semha Ayache. Ils ont trois enfants, Alain, Jean-Marc et Rolande.

## Hommages et distinctions
- Chevalier de la Légion d’honneur[1],[8]
- Médaille Militaire[8],
- Croix de Guerre 2 étoiles avec citation[8],
- Croix de combattant volontaire de la Résistance[8],
- Médaille des Forces Françaises Libres[8],
- Titre de Reconnaissance de la Nation,
- Presidential Unit Citation (États-Unis)[8].